# Fellov sustav planinske željeznice
Fellov sustav planinske željeznice bio je prvi željeznički sustav koji koristi tri vozne tračnice, namijenjene planinskim željeznicama, koje su bile prestrme, te se ne bi mogle efikasno voziti prianjanjem na samo dvije tračnice. 
Ovaj sustav izumio je britanski inženjer John Barraclough Fell. 
Za razliku od klasične željeznice, koja ponekad umjesto žica koristi treću tračnicu za napajanje električnom energijom,  Fellov sustav koristi uzdignutu središnju tračnicu između dviju standardnih, kako bi osigurao dodatnu trakciju i kočenje ili zaustavljanje. 
Vlakove pokreću kotači i kočne papučice, koje su  vodoravno pritisnute na središnju tračnicu. 
Dodatne kočne papučice ugrađuju se u posebno dizajnirane ili prilagođene Fellove lokomotive i kočnice, a za vuču lokomotiva ima pomoćni motor koji pokreće vodoravne kotače, koji se pričvršćuju na treću tračnicu. 
Fellov sustav razvijen je 1860-ih, ali ubrzo su ga zamijenile različite vrste zupčanih željeznica. 
Međutim, neki Fellovi željeznički sustavi ostali su u uporabi do 1960-ih, a planinska željeznica Snaefell na Manskom otoku još uvijek koristi ovaj sustav.

## Vanjske poveznice
- Fellova središnja tračnica (opis funkcioniranja Fellovog sustava, s slikama)
- [neaktivna poveznica]
- The Fell Engine and Rimutaka Incline railway
- The Cantagallo railway
- Fell mountain railway system